# أرتور ألساندري
أرتور ألساندري (بالإسبانية: Arturo Alessandri) (و. 1868 – 1950 م) هو محامي، وسياسي تشيلي، توفي في سانتياغو، عن عمر يناهز 82 عاماً، بسبب نوبة قلبية.

## مناصب
تولى منصب رئيس تشيلي (24 ديسمبر 1932–24 ديسمبر 1938)
- رئيس تشيلي (12 مارس 1925–1 أكتوبر 1925)
- رئيس تشيلي (23 ديسمبر 1920–12 سبتمبر 1924)[7]
- وزير الداخلية (22 أبريل 1918–6 سبتمبر 1918)
- وزير المالية - تشيلي (16 يونيو 1913–17 نوفمبر 1913)
- عضو مجلس الشيوخ التشيلي
- عضو مجلس النواب التشيلي

.

## التعليم
تعلم في جامعة تشيلي
.

## جوائز
حصل على جوائز منها:

الصليب الأعظم لنيشان البرج والسيف العسكري ‏

## روابط خارجية
- أرتور ألساندري على موقع الموسوعة البريطانية (الإنجليزية)
- أرتور ألساندري على موقع مونزينجر (الألمانية)